# Molnár Andrea (táncos)
Molnár Andrea (Budapest, 1982. december 13. –) magyar táncos és tánctanár.

## Életrajz
Az általános iskolát Dunavarsányban végezte. A Kossuth Lajos Két Tannyelvű Gimnázium német osztályába járt. Anyanyelvi szintű némettudása mellett spanyol és angol nyelvből szerzett nyelvvizsgát. Ezt követően 2002-től 2006-ig a Budapesti Gazdasági Főiskola Kereskedelmi és Vendéglátó Ipari szakán tanult, majd diplomaszerzése után, 2006-tól 2009-ig elvégezte a Magyar Táncművészeti Főiskolát is, melynek jelenleg is hallgatója és a mester fokozat megszerzését végzi. Viszonylag későn, 17 évesen kezdte a táncot 1999-ben, szinte egyből mély vízbe dobták, ahol rendre sikereket ért el, ennek köszönhetően vetette bele magát még nagyobb lelkesedéssel a versenytánc világába.

## Magánélete
A szülei 5 éves korában elváltak, a testnevelő tanárként dolgozó édesanyja nevelte fel.
Molnár Andrea egy esküvői koreográfia táncóráin találkozott Kaszás Zsolttal. 2015-ben ismerkedtek meg. Diák-tanár kapcsolatból lett szerelem, majd 2017 augusztusában a Várkert Bazárban összeházasodtak. 2022. áprilisában jelentették be válásukat. 
Andrea a válását követően Szente Vajk színész-rendezővel alkotott egy párt. Először 2022 májusában látták őket együtt Kecskeméten, majd 2022. őszén már nyilvánosan együtt mutatkoztak a Barcelona focicsapatának mérkőzésén. Két fél év után, 2024. őszén szakítottak. Jelenleg Lénárd Andrással, a Tiltott Csiki Sör korábbi tulajdonosával van párkapcsolatban.

## Versenytánc eredményei
- 2000-től 2012-ig a Fenomén Tánc Sport Egyesület tagja.
- 2004-ben a Latin Táncok Országos Bajnoka lett B kategóriában.
- 2009-ben a Latin Táncok Országos Bajnokságán 2 helyezést ért el A kategóriában.
- 2007-től 2012-ig a Magyar Tánc Sport Szövetség nemzeti kerettagja.

## Televíziós szereplései
- 2008 RTL Klub – Szombat esti láz: Táncos – Katus Attilával 1. helyezést ért el
- 2013 RTL II – Szombat esti láz: Táncos – Medvegy Szilveszterrel (Szilveszter gazda) finalista
- 2014 RTL Klub – Szombat esti láz: Táncos – Bárdos Andrással vett részt
- 2014 RTL Klub – Celeb vagyok, ments ki innen!: Versenyző – 1. helyezést ért el
- 2016 RTL II – Hagyjál főzni!: 2016. május 16. és 17. adásnapok
- Havazin
- Sportklub – Műsorvezető – MEZtelenül
- 2020–2021 TV2 – Dancing with the Stars: zsűritag
- 2022 Super TV2 – Oltári történetek: szereplő
- 2025 Password – A jelszó: szereplő